# أليس فونغ يو
أليس فونغ يو (بالإنجليزية: Alice Fong Yu)‏ هي أكاديمية أمريكية، ولدت في 2 مارس 1905 في Washington, California ‏ في الولايات المتحدة، وتوفيت في 19 ديسمبر 2000.